# Un instante en la vida ajena
Un instante en la vida ajena és una pel·lícula documental dirigida per José Luis López-Linares i Javier Rioyo. Va obtenir el Premi a la millor pel·lícula documental en la XVIII edició dels Premis Goya, en 2004.

## Argument
La pel·lícula està basada en els enregistraments realitzats per Madronita Andreu (1895-1982) al llarg de gran part del segle xx. Nascuda en el si d'una família rica industrial a la Barcelona del s.XIX, Madronita Andreu va ser una intel·lectual de la burgesia catalana. Era la filla del doctor Andreu, famós pel seu xarop i les seves pastilles per a la tos. Interessada primer en la fotografia, aviat el cinema es va convertir en la seva gran passió. Així, durant els anys 50 i 60, Madronita va registrar amb la seva cambra de 16 mm. els seus viatges per Espanya, l'Índia, Àfrica i els Estats Units, a més de les activitats públiques i reunions familiars que tenien lloc al seu voltant.